# ESPN (servicio de streaming)
ESPN, conocido durante su desarrollo como Flagship (o ESPN Flagship), es un servicio de streaming OTT deportivo estadounidense, cuyo lanzamiento está previsto para el 21 de agosto de 2025 por parte de ESPN Inc., filial de propiedad mayoritaria de The Walt Disney Company, en colaboración con Hearst Communications. Se ha anunciado que el servicio incluirá acceso a todo el contenido de los canales de cable lineales de ESPN en EE. UU., así como a todo el contenido de ESPN+.
Como producto directo al consumidor, el servicio de streaming de ESPN ofrecerá por primera vez de forma totalmente independiente toda la gama de contenido de la organización, incluyendo el canal principal de ESPN. Anteriormente, gran parte del contenido solo estaba disponible como parte de los paquetes de televisión por suscripción tradicionales que ofrecen los proveedores de cable, satélite y MVPD virtual. Sin embargo, la dirección de Disney ha indicado que la oferta de streaming se incluirá automáticamente para los suscriptores de televisión por suscripción existentes.

## Desarrollo
Disney lanzó el servicio de streaming ESPN+ en abril de 2018; debido a los acuerdos de la compañía con compañías de cable y otros proveedores de servicios, el servicio no podía incluir acceso a los canales de cable de ESPN y, en su lugar, ofrecía principalmente contenido deportivo que no estaba disponible en esos canales.
En mayo de 2023, The Wall Street Journal informó que ESPN estaba trabajando en un proyecto, cuyo nombre clave interno era «Flagship», para ofrecer su canal de cable homónimo directamente a los consumidores fuera del paquete de cable. Como parte de este proyecto, se informó que ESPN estaba en negociaciones con proveedores de cable y ligas deportivas para obtener la flexibilidad necesaria para lanzar dicho servicio. El 7 de febrero de 2024, el director ejecutivo de Disney, Bob Iger, anunció durante una conferencia sobre resultados financieros que el servicio se lanzaría a fines de agosto o en el otoño de 2025.
Antes del anuncio del nombre del servicio como simplemente «ESPN», los comunicados de prensa de Disney y ESPN se referían al proyecto como el «servicio insignia directo al consumidor de ESPN». La mayoría de los medios comerciales externos se habían referido al servicio como «ESPN Flagship» o simplemente «Flagship». En marzo de 2025, se informó que un ejecutivo de Disney se refirió al servicio como «ESPN All Access» en una conferencia de la industria, aunque no se hizo ningún anuncio oficial en ese momento. En mayo de 2025, CNBC informó a través de fuentes internas que el servicio podría llevar la marca «ESPN» sin ninguna desambiguación, para indicar que el servicio es la oferta principal de la cadena tanto para clientes de televisión por suscripción como para clientes OTT, y para reducir la confusión del mercado al no utilizar sufijos de uso común como «Plus». Este plan fue confirmado por Disney unos días después.
El 6 de agosto de 2025, ESPN reveló que el servicio se lanzaría el 21 de agosto de 2025.

## Contenido
El servicio estará disponible en dos niveles: los planes «Selecto» e «Ilimitado». El plan Selecto, de menor precio, incluirá todo el contenido del producto ESPN+ existente, que principalmente transmite eventos o cobertura no disponibles en los canales lineales de ESPN. Los suscriptores actuales de ESPN+ se convertirán a este plan automáticamente, aunque la marca ESPN+ permanecerá activa por un período indeterminado debido a las obligaciones contractuales de la liga.
El plan ilimitado de mayor precio incluirá, además del contenido de ESPN+, todos los canales lineales de cable existentes de ESPN Inc. en los EE. UU. (incluido el canal insignia ESPN, ESPN2, ESPNU, ESPNews, ESPN Deportes, ACC Network y SEC Network), así como la programación de ESPN on ABC y contenido único de streaming que anteriormente solo estaba disponible a través de la autenticación del proveedor de TV bajo las marcas ESPN3, ACC Network Extra (ACCNX) y SEC Network+.
Los ejecutivos de ESPN han indicado que el servicio incluirá integración completa con la casa de apuestas deportivas ESPN Bet, así como capacidades de venta de entradas y comercialización. Algunos informes han sugerido que el servicio eventualmente incluirá la capacidad de alojar contenido generado por el usuario.
El 5 de agosto de 2025, como parte de un acuerdo para adquirir NFL Network y NFL Redzone, ESPN anunció que haría que la programación de las cadenas estuviera disponible en el nuevo servicio directo al consumidor.
El 6 de agosto de 2025, la empresa de lucha libre profesional WWE dio a conocer un acuerdo de cinco años con ESPN, en el que sus eventos de pago por evento se trasladarán al servicio de ESPN a partir de 2026, y algunos eventos seleccionados también se transmitirán en los canales lineales de ESPN. ESPN también transmitirá programación de estudio, como programas previos y posteriores a los eventos, y podrá transmitir programas como SportsCenter desde la sede de los eventos de la WWE. Este acuerdo sucede al existente entre la WWE y Peacock, aunque no incluye los eventos en vivo de NXT ni contenido de archivo.

## Distribución
Disney ha dicho que todo el contenido estará disponible a través de la aplicación existente de ESPN, así como del centro de contenido de ESPN en la aplicación Disney+ para aquellos que también estén suscritos a ese servicio. En febrero de 2025, CNBC informó que el precio más probable sería $25 dólares estaodunidenses o $30 dólares por mes. Más tarde, Disney confirmó el precio mensual de $29,99 dólares para el nivel ilimitado, aunque con una oferta introductoria para agrupar las versiones con publicidad de Disney+ y Hulu sin cargo adicional durante 12 meses, mientras que el nivel selecto mantendría el precio de ESPN+ de $11,99 por mes.
En septiembre de 2023, como parte de la solución de una disputa de distribución con Disney, Charter Communications obtuvo el derecho a distribuir el servicio planificado como parte de sus paquetes existentes en el momento del lanzamiento. En septiembre de 2024, tras su propia disputa de distribución con Disney, DirecTV consiguió derechos de distribución similares para el servicio insignia de ESPN. En mayo de 2025, Iger de Disney dijo que todos los suscriptores de los canales lineales de ESPN tendrían acceso «automáticamente» a la nueva oferta de streaming. La empresa aclaró más tarde que varias mejoras que se estaban introduciendo junto con el nuevo producto de streaming se agregarían a las aplicaciones de ESPN sin costo adicional para los suscriptores de cable existentes.